# Nicola Albani
Nicola Albani (Città di San Marino, 15 aprile 1981) è un ex calciatore sammarinese, di ruolo difensore.

## Carriera
Ha fatto il suo esordio internazionale il 28 marzo 2001 a Glasgow contro la Scozia subentrando al 90' a Simone Della Balda.
Poco meno di un mese dopo, il 25 aprile 2001, durante la partita di qualificazione al campionato mondiale di calcio 2002 disputata a Riga tra Lettonia e San Marino (1-1), Albani ha segnato un goal nella sua seconda apparizione con la maglia della Nazionale di calcio di San Marino, permettendo ai Titani di ottenere uno storico pareggio in trasferta. Il digiuno di gol in trasferta della Nazionale è durato per 14 anni fino al gol di Matteo Vitaioli nell'incontro Lituania-San Marino (2-1) dell'8 settembre 2015.
È considerato da molti, uno dei più forti difensori del calcio sammarinese.